# رود اوچخاموری
رود اوچخاموری (گرجی: ოჩხამური) یک رودخانه در ناحیه آجارستان کشور گرجستان است که در شاخه چپ رود چولوکی قرار گرفته است. درازای رود ۲۱.۴ کیلومتر و مساحت حوضه آبریز آن ۶۵.۲ کیلومتر مربع است. شهرک اوچخاموری در کرانه این رود قرار دارد.
مجموعه باستان‌شناسی پیچوناری در محل تلاقی دو رود چولوکی و اوچخاموری در نزدیکی ساحل دریای سیاه واقع شده است. هر دو رودخانه از منطقه‌ای عبور می کنند که محل فرهنگ غنی عصر برنز کولخیس است.